# Káva bez kofeinu

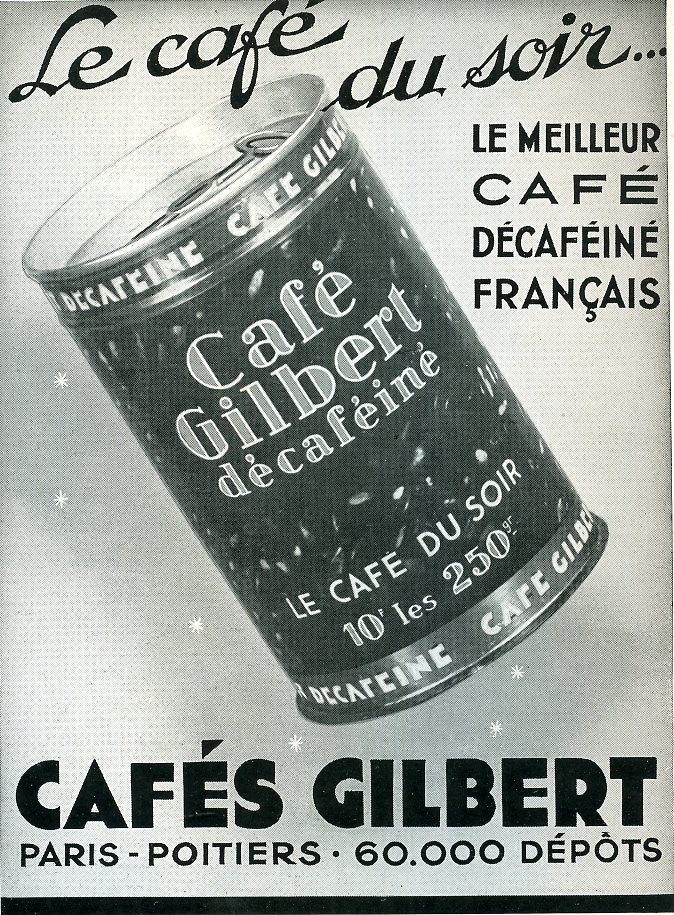
Reklama na kávu se sníženým obsahem kofeinu, Francie, 1934

Káva bez kofeinu je káva, ze které byl odstraněn kofein, resp. jeho koncentrace snížena asi o 97 %. Doporučuje se místo klasické kávy pro kardiaky a lidi trpící hypertenzí (podobně jako melta nebo jiné kávoviny bez kofeinu). Na světové spotřebě kávy se podílí asi 10 %. K dostání je jak klasická mletá káva, tak i rozpustná. Jeden šálek (240 ml) bezkofeinové kávy obsahuje zhruba 2–12 mg kofeinu, šálek klasické kávy zhruba 100 mg a více. Výrobu kávy bez kofeinu patentoval Ludwig Roselius v roce 1905. Všechny známé způsoby odstraňování kofeinu různou mírou ovlivňují chuť, neboť výsledný produkt může obsahovat zbytky chemických látek použitých při dekofeinizaci a také bývají spolu s kofeinem do malé míry odstraněny žádoucí aromatické látky a oleje.

## Výroba

### Evropský proces
Evropský proces je nejčastější postup výroby kávy bez kofeinu. Spočívá v tom, že se ještě nepražená káva namáčí ve vodě a po rozevření zeleného zrna promývá v dichlormethanu. Ten absorbuje kofein. Nakonec se káva opět promyje ve vodě a znovu vysuší. Po tomto procesu zůstane káva aromatická a do velké míry si zachová původní chuť, s drobnými náznaky chemické příchuti v chuťovém dozvuku.

### Švýcarský vodní proces
Švýcarský vodní proces se obejde bez chemické operace (extrakce kofeinu methylenchloridem), ale výsledná káva je méně aromatická a má méně výraznou chuť. Káva je kompletně vylouhována v horké vodě a páře a výluh je filtrován filtry s aktivním uhlíkem. Po odstranění kofeinu z výluhu (adsorpcí na uhlíkový filtr) se v něm kávové boby opět namáčejí a jeho nasátím opět získávají své aroma a chuť. Po usušení se kávová zrna upraží. Nevýhodou tohoto procesu je, že kromě kofeinu odstraňuje také éterické oleje a aromata a káva je tak bez vůně a chuti. Pro tento proces je vhodnější arabica než robusta.